# Новолиманское сельское поселение
Новолиманское се́льское поселе́ние — муниципальное образование в Петропавловском районе Воронежской области Российской Федерации.
Административный центр — село Новый Лиман.

## История
Статус и границы сельского поселения установлены Законом Воронежской области от 15 октября 2004 года № 63-ОЗ «Об установлении границ, наделении соответствующим статусом, определении административных центров отдельных муниципальных образований Воронежской области».

## Население
| 2010  | 2012  | 2013  | 2014  | 2015  | 2016  | 2017  |
| ----- | ----- | ----- | ----- | ----- | ----- | ----- |
| 1329  | ↘1277 | ↘1254 | ↘1225 | ↘1185 | ↘1147 | ↘1126 |
| 2018  |       |       |       |       |       |       |
| ↘1097 |       |       |       |       |       |       |

## Состав сельского поселения
| № | Населённый пункт | Тип населённого пункта       | Население |
| - | ---------------- | ---------------------------- | --------- |
| 1 | Глубокое         | село                         | ↘228      |
| 2 | Дедовка          | село                         | ↘340      |
| 3 | Дедовочка        | село                         | 78        |
| 4 | Котовка          | хутор                        | 60        |
| 5 | Новый Лиман      | село, административный центр | 484       |
| 6 | Прогорелое       | село                         | ↘135      |
| 7 | Рубеж            | хутор                        | 1         |